# Макаренко Антон Семенович
Анто́н Семе́нович Макаре́нко (1 (13) березня 1888, Білопілля — 1 квітня 1939, Голіцино) — радянський педагог і письменник, один із засновників системи колективного дитячо-підліткового виховання. Макаренко передусім знаний як соціальний педагог; його теорія і методика виховання в колективі та теорія сімейного виховання, розроблені в 1920-ті роки, є предметом досліджень науковців (зокрема, макаренкознавців) з багатьох країн. Писав свої літературно-педагогічні твори російською мовою.

## Педагог і письменник
Народився 13 березня 1888 року в місті Білопілля Харківської губернії (нині районний центр Сумської області України). Батько був робітником (малярем) у вагонних залізничних майстернях.
1895 року семирічного Антона віддали в двокласне початкове училище. У січні 1901 року сім'я Макаренка переїздить у Крюків. Макаренко став учнем Кременчуцького чотирикласного міського училища.
1904 року Антон Макаренко закінчує Кременчуцьке міське училище на «відмінно».
У серпні 1904 року (у 16 років) Макаренко став слухачем однорічних педагогічних курсів при Кременчуцькому міському училищі, що мали на меті підготовку викладачів початкової школи.
Навесні 1905 року Макаренко успішно закінчив курси і отримав свідоцтво, що давало право викладати в початковій школі.
1 вересня 1905 року (у 17 років) Макаренко розпочав працювати у Крюківському двокласному залізничному училищі. Він став вчителем російської мови, малювання і креслення. 1 вересня 1911 р. за розпорядженням інспектора народних училищ Херсонської губернії Антон Макаренко був переведений у залізничне училище на станції Долинська. Антон Семенович став вихователем в учнівському гуртожитку.
У серпні 1912 р. А. С. Макаренко вступає до вчительського інституту в Полтаві і в липні 1917 р. закінчує його із золотою медаллю. Після закінчення інституту Макаренко стає вчителем Полтавського Вищого початкового училища, в якому пропрацював до кінця 1917 р. У грудні 1917 р. він переїздить у м. Крюків.
У 1918 р. (у 30 років) Антон Семенович повертається в Крюківське залізничне училище[джерело?], яке в 1917 р. було перетворено у Вище початкове училище. Тепер Макаренко став керівником педагогічного колективу, відповідальним за виховання дітей. Як директор училища Антон Семенович пропрацював там до осені 1919.
У серпні 1919 р. після заняття Крюкова білогвардійцями Антон Семенович переїздить до Полтави, де стає завідувачем 7-річної трудової школи № 10.
У вересні 1920 р. (у 32 роки) Антон Макаренко приймає пропозицію Полтавського відділу народної освіти організувати і очолити колонію для безпритульних і неповнолітніх правопорушників.
Того ж місяця А. Макаренко організував трудову колонію в с. Ковалівка, Полтавського району для неповнолітніх правопорушників. У 1921 р. Макаренко ставить питання про надання колонії імені М. Горького.
1923 року в Полтавській газеті «Голос праці» з'явилася стаття Антона Макаренка «Колонія імені Горького», а в другій книжці полтавського журналу «Новими стьобаннями» («Новими стежками») — стаття «Досвід освітньої роботи в Полтавській трудовій колонії імені М. Горького». У листопаді 1924 р. закінчилося відновлення садиби Прочуханці, і колонія, донині розосереджена в двох місцях, возз'єдналася на берегах Коломака біля села Ковалівка.
До літа 1925 року в колонії було 140 вихованців — 130 хлопчиків і 10 дівчаток. Установа під керівництвом Макаренка мала коней, кролів, птицю, корів, телят, 30 овець, 80 свиней англійської породи. У їхньому розпорядженні був різноманітний сільськогосподарський реманент. У цьому ж році вирішується питання про створення комсомольської організації. У 1926 р. А. С. Макаренко виступив з доповіддю «Організація виховання важкого дитинства» на Всеукраїнській конференції дитячих городків. Доповідь справила велике враження на учасників зборів.
9 травня 1926 року Антон Семенович разом із 4 вихователями і 11 вихованцями виїхав в село Куряж неподалік Харкова. 15 травня 1926 року колектив колонії імені Горького прибув в Куряж у повному складі. 26 березня 1927 року в Куряжі, де за 10 місяців сформувався новий, дружній колектив, святкували річницю народження Максима Горького.
Влітку 1927 р. Макаренко почав працювати в новоорганізованій Харківській трудовій комуні ім. Ф. Е. Дзержинського. У листопаді він був призначений начальником комуни. 14 березня 1928 р. на засіданні секції соціалістичного виховання Українського НДІ педагогіки прийнята резолюція, яка засудила виховні методи Макаренко.
3 вересня 1928 р. Макаренко був звільнений з посади завідувача колонії імені Горького. 1929–1936 р.р. переважно пов'язані з роботою Антона Семеновича в комуні імені Дзержинського. Осердям колективу комунарів стали 60 вихованців колонії, направлених в комуну ще в 1927 року.
Пізніше, після того як Антон Макаренко виїхав з Куряжа, до них приєдналися ще близько 100 горьківців. 15 січня 1928 в комуні створили комсомольську організацію. У 1927—1929 р.р. комунари працювали в деревообробній майстерні і в кузні. 1 липня 1930 р. комуна перейшла на повну самооплатність. У травні 1931 р. відбулася закладка нового заводу електроінструментів.
1932 року побачила світ перша книга Макаренка «Марш 30-го року». 7 січня 1932 року урочисто відкритий перший завод електросвердлилок.
У 1933–1935 р.р. виходить у світ «Педагогічна поема». З 1934 р. А. С. Макаренко — член Спілки письменників УРСР. Працював в системі радянських концтаборів. 1 липня 1935  р. — Макаренко призначений на посаду помічника начальника відділу трудових колоній та трудкомун Народного комісаріату внутрішніх справ УРСР, підрозділу, що створений відповідно до Наказу НКВС від 7 червня 1935 р."Про організацію роботи щодо ліквідації дитячої безпритульності та безнаглядності". У його віданні знаходились 42 дитячих установи, в тому числі 10 трудколоній та 2 трудкомуни — ім. Балицького В. А. (Ладан) та ім. Дзержинського Ф. Е.(Харків).
В жовтні 1936  Антон Семенович залишає роботу у Відділі та працює консультантом на громадських засадах в колонії в Броварах (поблизу Києва).
1937 року Макаренко переїздить до Москви. 1937 року виходить «Книга для батьків», 1938 року — книга «Прапори на баштах».
Антон Семенович Макаренко раптово помер 1 квітня 1939 року в приміському потязі на станції Голіцино за 40 км на захід від Москви.

## Сім'я
Дружиною Антона Макаренка була Галина Стахівна Салько. Після смерті педагога вона пропагувала творчу спадщину Макаренка. Була консультантом фільму «Педагогічна поема». Брат, Макаренко Віталій Семенович — офіцер Збройних Сил Півдня Росії, білоемігрант. Написав спомини «Мій брат Антон Семенович». Внучата племінниця Антона Макаренка — російська актриса Катерина Васильєва (фільми «Бумбараш», «Екіпаж», «Чародії» та ін.)

## Походження
Брат А. С. Макаренко — Віталій Семенович у своїй книзі «Мій брат Антон Семенович» пише: «… попри своє українське походження Антон був 100 % росіянином». Один з макаренкознавців професор Гетц Хілліг присвятив питанню національного походження і національної самосвідомості Макаренка окреме дослідження, підсумки якого представлені в доповіді «До питання національної самосвідомості А. С. Макаренка», де в цілому підтверджуються як твердження брата, так і «російська самосвідомість» Антона Семеновича.
Хілліг відзначає, що всі твори та особисте листування Макаренко вів російською мовою. У той же час він чудово знав і любив українську мову, часто і доречно включав цитати соковитою українською мовою в діалоги дійових осіб своїх творів. А. С. Макаренко також розумів і міг спілкуватися польською — згадує Л. В. Конісевич в книзі «Нас виховав Макаренко» (розділ про приїзд польської делегації). У той самий час указується, що з тактичних міркувань (у цілях зменшити для деяких чиновників кількість підстав для розгону колонії ім. М. Горького) він з певного року перестає вказувати в графі національність слово «росіянин» (як це ще було у Крюкові), а починає писати «українець». Національність Макаренка не була таємницею і для його сучасників.
Збереглися й листи самого Макаренка зі згадкою цього питання. Так, у листі до Горького з Харкова від 5 жовтня 1932 р. Макаренко пише: «І ще одне — мені набридла Україна, бо я завжди був просто російською людиною, а Москву люблю».

## Теорія про колектив

Антон Макаренко

У своїй педагогічній роботі Антон Макаренко виходив з такого положення: «Відповідальність перед дітьми — це відповідальність перед історією; сьогоднішні діти — це завтрашня історія, завтрашнє майбутнє людства, нашої великої справи».
Антон Макаренко створив два педагогічних заклади — колонію Горького («Педагогічна поема»), комуну ім. Дзержинського («Прапори на баштах», «Марш 30-го року»).
У своїй педагогічній системі Макаренко насамперед виділив основні ознаки колективу:
- Спільна мета, спільна праця, спільна організація цієї праці;
- Органічний зв'язок з іншими колективами;
- Наявність органів координування і управління, відносини відповідальної залежності;
- Колектив повинен стояти на принциповій позиції світової єдності трудящого людства.

Антон Макаренко розглядав колектив як динамічне об'єднання, яке у своєму розвитку проходить ряд стадій:
- Перша стадія — вимагає педагог, він же вивчає вихованців, організовує різноманітну колективну діяльність;
- Друга стадія — вимагає педагог і актив. Робота з активом. Різноманітні форми колективної діяльності, розвиток активності;
- Третя стадія — колектив висуває до окремої особистості.

Завідуючи колонією «малолітніх злочинців» у Трибах, Макаренко організував колектив дітей у різновікові загони для трудової діяльності й навчання. Роки були тяжкі, після революції і громадянської війни. Треба було забезпечити елементарний матеріальний рівень, тому в колонії відразу почались сільськогосподарські роботи.

Зовсім незвичний випадок стався взимку 1920 р. коли збірний загін колоністів на чолі з Семеном Калабаліним пішов у ліс по дрова. Коли вони перейшли замерзлу річку Коломак, то опинилися на території покинутого маєтку баронів Трепке, які емігрували після революції за кордон. Це була місцевість із господарськими будівлями, житловими будинками. На території маєтку був великий сад, сорок гектарів землі, луки. Але все, що можна було винести з помістя, селяни розібрали. Повернувшись у Триби вихованці не могли не розповісти про знахідку Антону Семеновичу. На загальних зборах головним завданням було отримати дозвіл від влади на відбудування маєтку у Трепках і поселитися туди. 1922 року почались будівельні роботи по відновленню Білого будинку, який був літньою резиденцією баронів. Поступово колоністи почали переселятись на нове місце. В цей час в колонії збільшується кількість вихованців, налагоджується господарство, вдосконалюється самоврядування, збагачується педагогічний досвід вихователів.

Меморіальна дошка на будинку по вулиці Леонтовича, 6-а у Києві, в якому мешкав Антон Макаренко у 1935—1937 роках

Антон Макаренко розробив теорію дитячого колективу, розкрив основні його ознаки, визначив стадії його розвитку, шляхи формування і методику використання виховних можливостей колективу. Згідно з вченням Макаренка, характерними ознаками стилю життя і діяльності дитячого колективу є: мажор, почуття власної гідності, здатність до орієнтування, почуття захищеності, здатність до гальмування, звичка поступатися товаришеві, єдність колективу.
Працюючи зі специфічним контингентом, видатний педагог приділяв велику увагу розумовому вихованню дітей і підлітків, а також удосконаленню педагогічного процесу в школі, поліпшенню навчально-виховної роботи. А. Макаренко завжди попереджував своїх вихованців: «Щоб я не чув таких розмов: навіщо мені школа, я й так учений». Проводив зразкові уроки, часто відвідував уроки інших учителів, вивчав передовий педагогічний досвід.
Педагогічна система Антона Макаренка — це складна сукупність ідей і практичних рішень, основними з яких є:
- Суть виховання як суспільного явища;
- Єдність виховання і життя;
- Мета виховання як розгорнута програма формування людської особистості;
- Колектив як метод виховання;
- Взаємовідносини колективу і особистості;
- Самоуправління у колективі;
- Виховання свідомої дисципліни;
- Зв'язок навчання із продуктивною працею;
- Праця як постійний компонент системи виховання;
- Залучення вихованців у різноманітні життєві сфери, виховання господаря життя;
- Традиції й їх виховна роль;
- Педагогічний колектив і його центр;
- Всебічний розвиток особистості;
- Роль сім'ї у вихованні дітей.

На думку Макаренка, педагогіка є найбільш діалектичною, рухливою, дуже складною і різноманітною наукою. Основними характеристиками макаренківської педагогіки є діалектичне розрізнення методики навчання і методики виховання, єдність вивчення дитини та її виховання, єдність виховання дітей і організація їхнього життя, поєднання вивчення основ наук з продуктивною працею учнів, науково організована система всіх впливів, посилення уваги до дитячого колективу. Психологія має бути не основою педагогіки, а продовженням її у процесі реалізації педагогічних закономірностей та ін. Мету виховання А.Макаренко розумів як програму особистості, програму людського характеру («Методи виховання»). На його думку, у виховному процесі має бути загальна програма виховання й індивідуальна коректива до неї залежно від особистості конкретного учня.
Розвиток індивідуальності А. С. Макаренко пов'язував не тільки зі здібностями людини, але і з темпераментом, і з рисами характеру. Із цього приводу А. С. Макаренко зауважував, що мета індивідуального виховання полягає у визначенні перспектив розвитку здібностей людини, формуванні її характеру.
Навчально виховний процес має на меті формування високої дисципліни і виконавчої чіткості у вихованців. Значна роль належить навчально-виховному процесу школи, зокрема шкільній дисципліні.

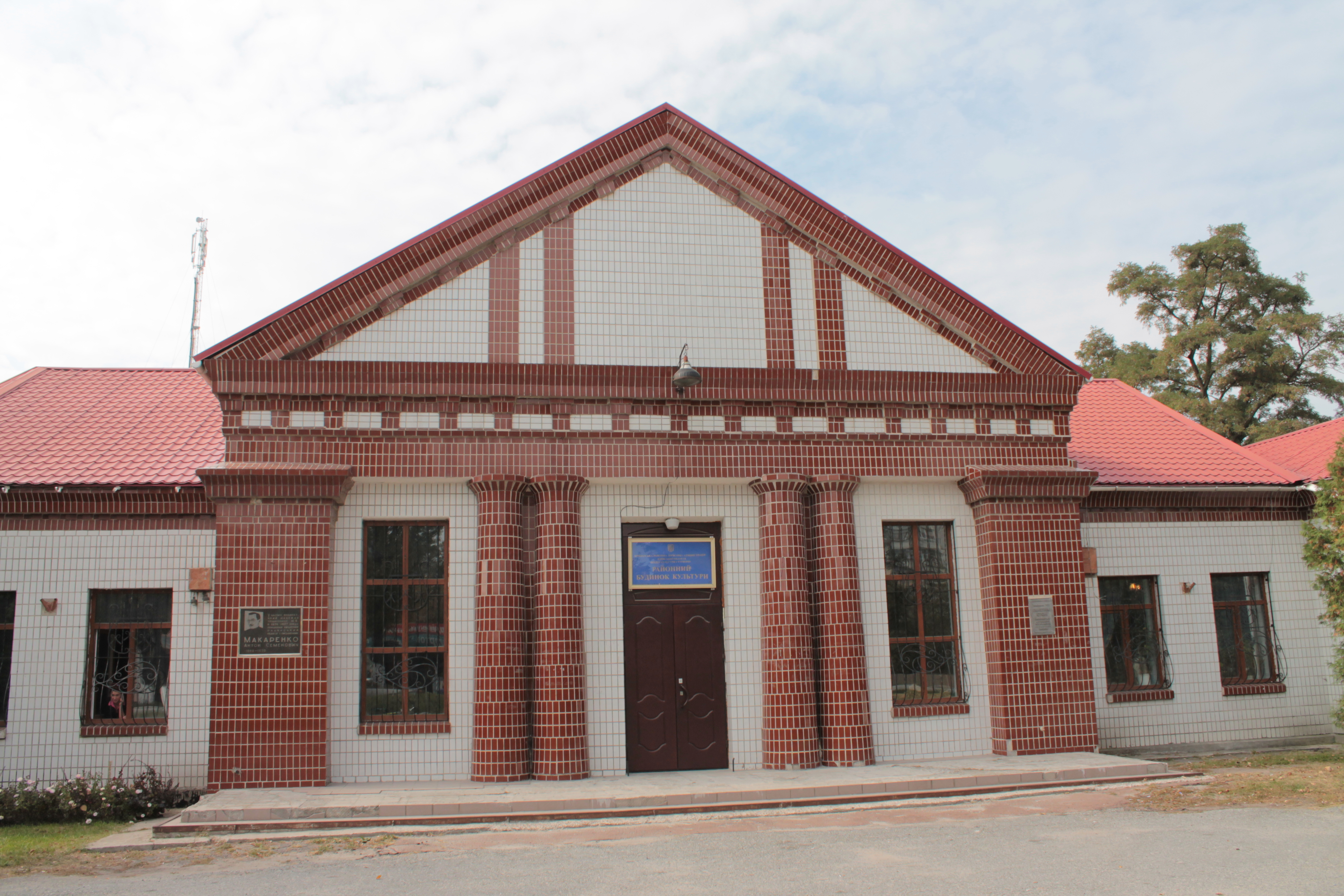
Будинок, в якому працював Макаренко

Шкільна дисципліна — дотримання учнями правил поведінки у школі та за її межами, чітке й організоване виконання ними своїх обов'язків, підкорення громадському обов'язку.
Розуміння учнями необхідності дотримання шкільної дисципліни не тільки у школі, а й у громадських місцях, в особистій поведінці; готовність і потреба у виконанні загальноприйнятих норм і правил дисципліни у школі та за її межами, саме це є показниками високого рівня дисципліни.
Зовнішній контроль певною мірою є примусом до позитивної поведінки. Водночас діє внутрішній контроль, коли певні норми поведінки настільки засвоєні, що стали внутрішніми переконаннями людини, і вона виконує їх, часто навіть не замислюючись над тим, чому чинять так, а не інакше. Якщо від виконання вимог шкільного режиму можна ухилитися, контролю з боку педагогів чи колективу учнів можна уникнути, то від власної совісті важко сховатися. Як стверджував А.Макаренко, у вихованні слід домагатися розумного поєднання зовнішнього і внутрішнього контролю за поведінкою вихованців, навчити їх «робити правильно, коли ніхто не чує, не бачить і ніхто не дізнається».
У вихованні взагалі й у зміцненні дисципліни зокрема особливе значення має правильний тон і стиль діяльності учнівського колективу. Якщо панує життєрадісний тон, в основі якого свідома дисципліна, єдність і дружба, почуття власної гідності кожного члена колективу, виховання учнів дається легше.
Доволі цікавим є принцип паралельної дії, використовуваний А. Макаренком, згідно з яким вихованцеві пред'являють вимогу не прямо, а через колектив, коли відповідальність за кожного покладається на колектив і його самоврядування. А також цей принцип дуже впливає на згуртованість колективу. Цю методику можна застосовувати вже на другій стадії розвитку колективу. Такій же меті підпорядкована організація колективної діяльності. Різноманітна спільна діяльність робить життя дитячого колективу цікавим, сприяє налагодженню стосунків між первинними колективами, загальношкільним і первинними колективами, що згуртовує і первинні колективи, і загальношкільний. Об'єднують колектив цікаві конкретні справи, що потребують узгоджених дій кожного. Якщо учні, наприклад, самостійно розпочали певну діяльність, вони розподілять обов'язки між собою, охоче займатимуться конкретною роботою, переживатимуть радість від досягнутих успіхів.
На згуртованості учнівського колективу позитивно позначається і згуртованість у діяльності педагогів, єдність вимог до нього. А.Макаренко вважав, що у згуртованому педагогічному колективі кожен педагог насамперед дбає про згуртованність загальношкільного колективу, відтак — про справи свого класу й лише потім — про власний успіх.
А. С. Макаренко виходив з того, що сім'я є природним людським колективом. Виховання — це процес соціальний, у якому беруть участь люди, речі, явища, але перш за все і більше всього, люди. Із них на першому місці, як підкреслював Макаренко, батьки і педагоги.
А. С. Макаренко розглядав питання сімейного виховання з державної точки зору. Кожна сім'я повинна виховувати дітей відповідно до державних завдань. Батьки повинні добре знати і розуміти, що вони виховують дитину не тільки для своїх радощів. У сім'ї під їх керівництвом росте людина, яка повинна стати гідним громадянином своєї Батьківщини.
Об'єктом для наукових узагальнень А. С. Макаренка була жива практика виховання дітей у трудових сім'ях, яку він вивчав через власні спостереження, розмови, листування. Завдяки цьому в його творах змальовано цілу галерею різних сімей, на прикладі яких яскраво і переконливо розкриваються різні сторони народної педагогіки.
Відчутним є виховний вплив домашнього середовища, тобто сімейного оточення, а також оточення дитини поза школою (двору, вулиці), сусідів. Підтримуючи з ними добрі стосунки, батьки вводять дітей у громадське життя, навчаючи їх жити з людьми і для людей.
Родинна педагогіка вчить дітей вибудовувати розумні взаємини з однолітками у дворі. Тут дитина шліфує свій характер, позбувається недоліків, що не можливо за перебування її тільки в оточенні дорослих. Щоправда, на вулиці збираються не лише ідеальні діти. Тому в цій справі необхідно виявляти обережність. Однак надмірна обережність може зашкодити, оскільки взаємодія з однолітками сприяє фізичному, розумовому, духовному розвитку дитини і далеко не завжди псує її.
Водночас спеціальної виховної роботи потребує профілактика таких патологічних явищ суспільного життя, як пияцтво, наркоманія, куріння, хабарництво, злодійство, рекет, проституція.
А. С. Макаренко вважав, що хороших людей можуть виховати лише щасливі батьки. Якщо до шести років дитина виховувалася правильно і в ній виховані певні звички активності і гальмування, то на таку дитину ніхто не вплине погано. Дуже шкідливо впливають на дітей сварки і роздратованість у сім'ї — ознака розпущеності, відсутності дисципліни, недоліків у світогляді. Повинна бути не лише чітка мета виховання, а й продумана деталізована програма виховання.
Педагогам і батькам слід мати на увазі, що окремі телепередачі, статті у газетах негативно впливають на розвиток неповнолітніх. Найчастіше школяр обирає сам, який телефільм дивитися, проте йому не завжди легко розібратися в побаченому на екрані, зробити правильні висновки. Тому не рідко він схвально сприймає те, що заслуговує осуду, намагається наслідувати «телегероя».
У період статевого дозрівання підліткам, на думку А.Макаренка, особливо потрібен душевний контакт з батьками. Неприпустиме «шпигування» за дітьми, підозріле ставлення до дружби дітей різної статті. Це робить їх потайними, замкненими, позбавляє дорослих можливості благотворно впливати на їхню психіку і поведінку.
Отже, у процесі соціалізації головне місце займає вміння особи контактувати і співпрацювати з іншими. Саме тому колективне виховання є основою правильного виховання, адже особа засвоює норми і правила колективу, суспільний досвід, вчиться регулювати свою поведінку тощо. Людина в колективі — це людина в суспільстві. Знання теорії та практики колективного виховання є особливо важливим для педагогів у здійсненні їхньої діяльності — вмінні допомагати і бути провідником у процесі соціалізації.
Соціалізації вихованців сприяла колективна виробнича праця в колонії ім. М. Горького, комуні ім. Ф. Дзержинського. Ідеї А. С. Макаренка про колективну виробничу працю знайшли свій розвиток у дослідженнях П.А. Ярмоленка. Враховуючі досвід А. С. Макаренка у комуні ім. Ф. дзержинського /спроба привнесення навчальних елементів у колективну роботу комунарів на заводах електросвердл і оптико-механічному, П. А. Ярмоленнко розробив форму, яка поєднувала навчальну і виробничу працю старших вихованців у навчальному цеху Харківського тракторного заводу, названу «Навчальне виробництво», що пройшла там тривале апробування і втілення /1.С.95/. У теперішній час важливо опанування педагогічних ідей А. С. Макаренка /2/ і творче їх застосування фахівцями, що виховують, соціалізують і перевиховують, ресоціалізують особистості.

## Праці
- «Педагогічна поема»;
- «Прапори на баштах»;
- «Книга для батьків»;

## Екранізації творів
- 1955 — «Педагогічна поема»
- 1958 — «Прапори на баштах»
- 1963 — «Великі і маленькі»
- 1973 — «Этюды о нравственности» (20 хв.)[10]
- 1978 — «Сегодня с Макаренко» (19 хв.)

## Вшанування пам'яті
У фаховому висновку Українського інституту національної пам’яті зазначено, що А. Макаренко є особою, пов’язаною з розвитком української науки та культури радянської доби, і обмеження Закону України «Про засудження та заборону пропаганди російської імперської політики в Україні і деколонізацію топонімії» (2023) не поширюються на дослідження його діяльності та творчої спадщини.
В Україні вулиці названі на честь Антона Макаренка мають бути перейменовані.
- В 1951 році у Кременчуці в батьківському будинку, де Антон Макаренко мешкав у 1905—1911, 1917—1919 роках було відкрито Будинок-музей. Це був перший його музей у СРСР.
- В 1968 р. у Кременчуці на будинку, де мешкав А. Макаренко, відкрита меморіальна дошка.
- В 1976 р. у Кременчуці встановлена друга меморіальна дошка на фасаді колишнього Крюківського залізничного училища; у 1986 поряд з будинком відкрито пам'ятник «Макаренко і діти» (згодом перенесений на територію педагогічного училища).
- У 1987 р. у зв'язку з підготовкою до святкування 100-річчя від дня народження Макаренка, вул. Республіканська у Крюкові була розділена на 2 частини, і відрізок від проїзду під залізничним мостом до повороту біля Успенської церкви одержав ім'я А. С. Макаренка.
- З 1984 р. його ім'я носить також професійний ліцей (колишнє ПТУ-20).
- 11 березня 1988 р. згідно з постановою ЦК КПУ і Ради Міністрів УРСР від 08.04.1986 «Про 100-річчя від дня народження А. С. Макаренка» у дворі кременчуцького педагогічно-меморіального музею був відкритий пам'ятник (скульптор І. П. Ястребов, архітектори В. Г. Ширяєв, В. М. Гаврилюк).
- Школа Макаренка є у Перу[14], Мексиці[15][16].

### Навчальні заклади
- Сумський державний педагогічний університет ім. А. С. Макаренка (м. Суми, Україна)
- Київський професійно-педагогічний коледж ім. А. С. Макаренка (м. Київ, Україна)
- ВКНЗ СОР «Лебединський педагогічний коледж імені А. С. Макаренка» (м. Лебедин, Україна)
- Полтавська обласна гімназія-інтернат для обдарованих дітей ім. А. С. Макаренка (с. Ковалівка, Полтавська область, Україна)
- УВК «Школа-ліцей» № 3 ім. А. С. Макаренка (м. Сімферополь, Україна)
- Ліцей № 4 ім. А. С. Макаренка Долинської міської ради
- Білопільський заклад загальної середньої освіти № 5 І-ІІІ ступенів ім. А. С. Макаренка (м. Білопілля, Україна)
- Школа № 50 ім. А. С. Макаренка, (м. Львів, Україна)
- Полтавський ліцей імені А. С. Макаренка Полтавської обласної ради;
- Кременчуцький професійний ліцей імені А. С. Макаренка;
- науковий ліцей «Політ» при обласному коледжі «Кременчуцька гуманітарно-технологічна академія імені А. С. Макаренка»;

### Позбавлено імені
- Кременчуцька гуманітарно-технологічна академія імені А. С. Макаренка (м. Кременчук, Україна)
- Бучацька середня школа № 2 (у радянський період)
- Школа № 47 ім. А. С. Макаренка (м. Київ, Україна)
- Школа № 100 ім. А. С. Макаренка (м. Харків, Україна)
- Гімназія №4 ім.А.С.Макаренка (м. Кам'янське, Україна)

### Підлягають демонтажу пам'ятники та меморіальні дошки
- дошки на фасадах будівель Полтавського ліцею імені Макаренка, Кременчуцької гуманітарно-технологічної академії імені Макаренка, Кременчуцького професійного ліцею імені Макаренка;
- дошка на будинку, в якому жив Макаренко;
- пам'ятник у Кременчуці по вулиці Михайла Драгоманова;
- пам'ятник у Кременчуці по вулиці Якова Петруся, буд. 140;
- пам'ятник «Макаренко і діти» в Кременчуці на вулиці Валентини Федько, 33.
- пам'ятник у місті Суми на вулиці Роменській.

### Демонтовано
- У Черкаській бібліотеці для дітей демонтовано барельєф із зображенням Антона Макаренка
- У селі Ільниця Закарпатської області демонтовано погруддя Антону Макаренку.
- У місті Харків на території школи №100 демонтовано погруддя Макаренку.
- У місті Виноградів Закарпатської області нарешті демонтовано погруддя Макаренку.
- У місті Бровари демонтовано меморіальну дошку Антону Макаренку.
- У місті Полтава на фасаді Полтавського національного педагогічного університету імені Короленка.

### Школи названі на честь Антона Макаренка у державах Латинської Америки
- Colegio Makarenko - коледж у місті Мехіко (Мексика)
- Colegio Makarenko - коледж у місті Пачука-де-Сото (Мексика)
- Colegio Antón Makarenko - школа у місті Апізако (Мексика)
- Centro Escolar Makarenko - школа у місті Наукальпан-де-Хуарес (Мексика)
- Unidad Educativa Makarenko - школа у місті Гуаякіль (Еквадор)
- IEP Antón Makarenko - приватна школа у місті Ліма (Перу)

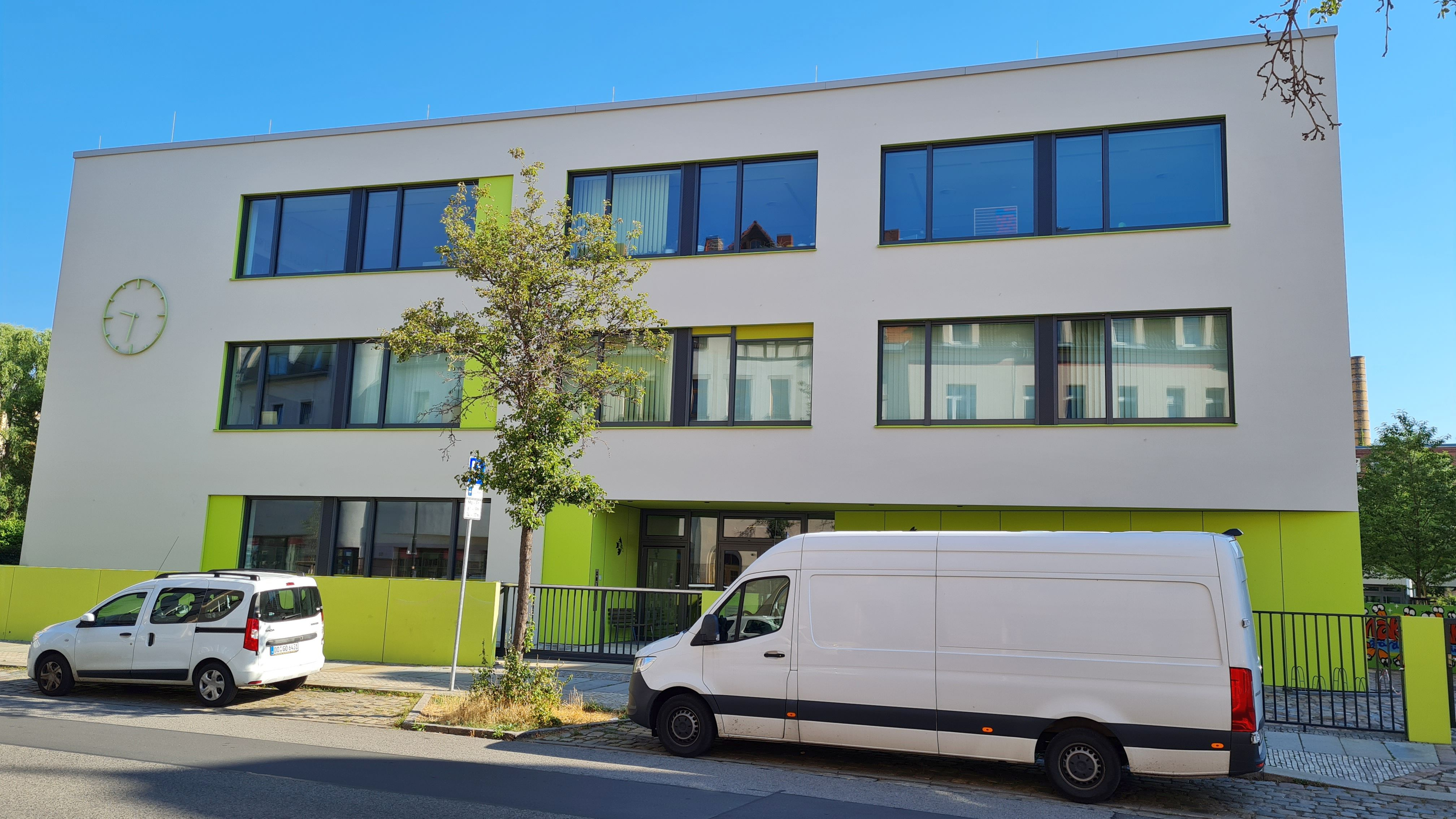
Школа Макаренка у Дрездені

### Школи названі на честь Антона Макаренка у державах Європи
- Anton Makarenko Elementary School - початкова школа у місті Іврі-сюр-Сен (Франція)
- Makarenko Schule - школа у місті Дрезден (Німеччина)

## Галерея

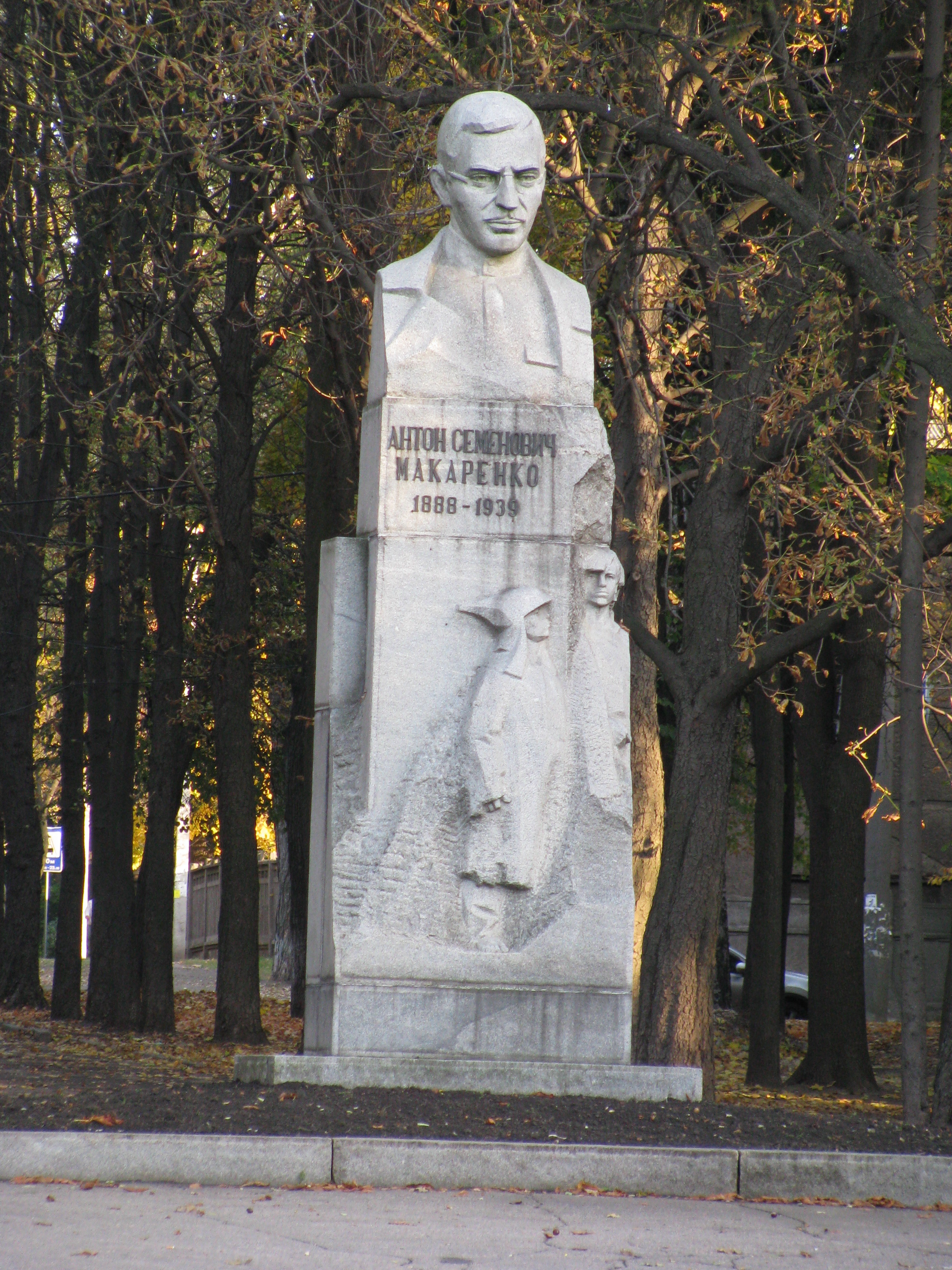
Пам'ятник Макаренку у місті Харків
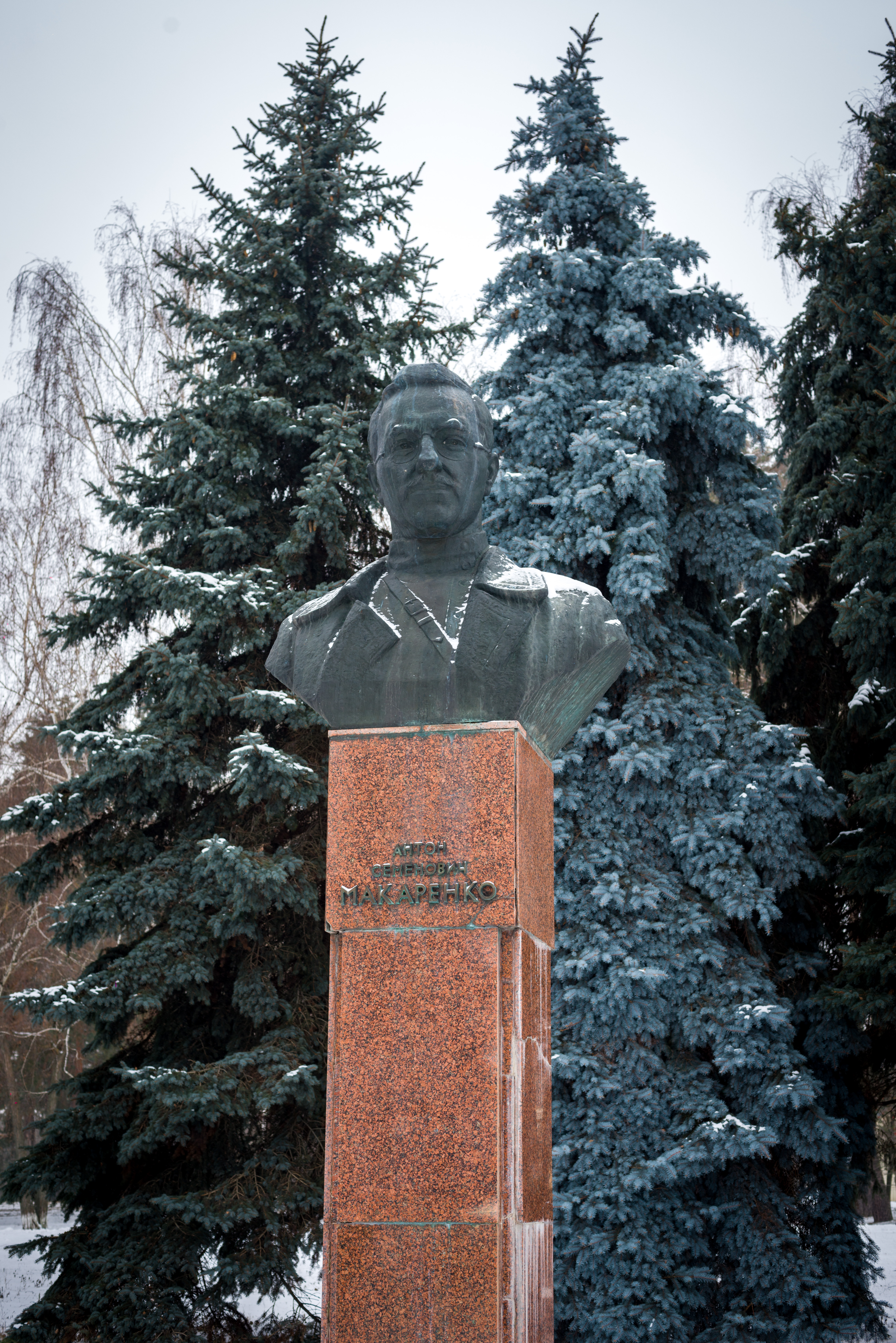
Погруддя у селі Ковалівка Полтавської області
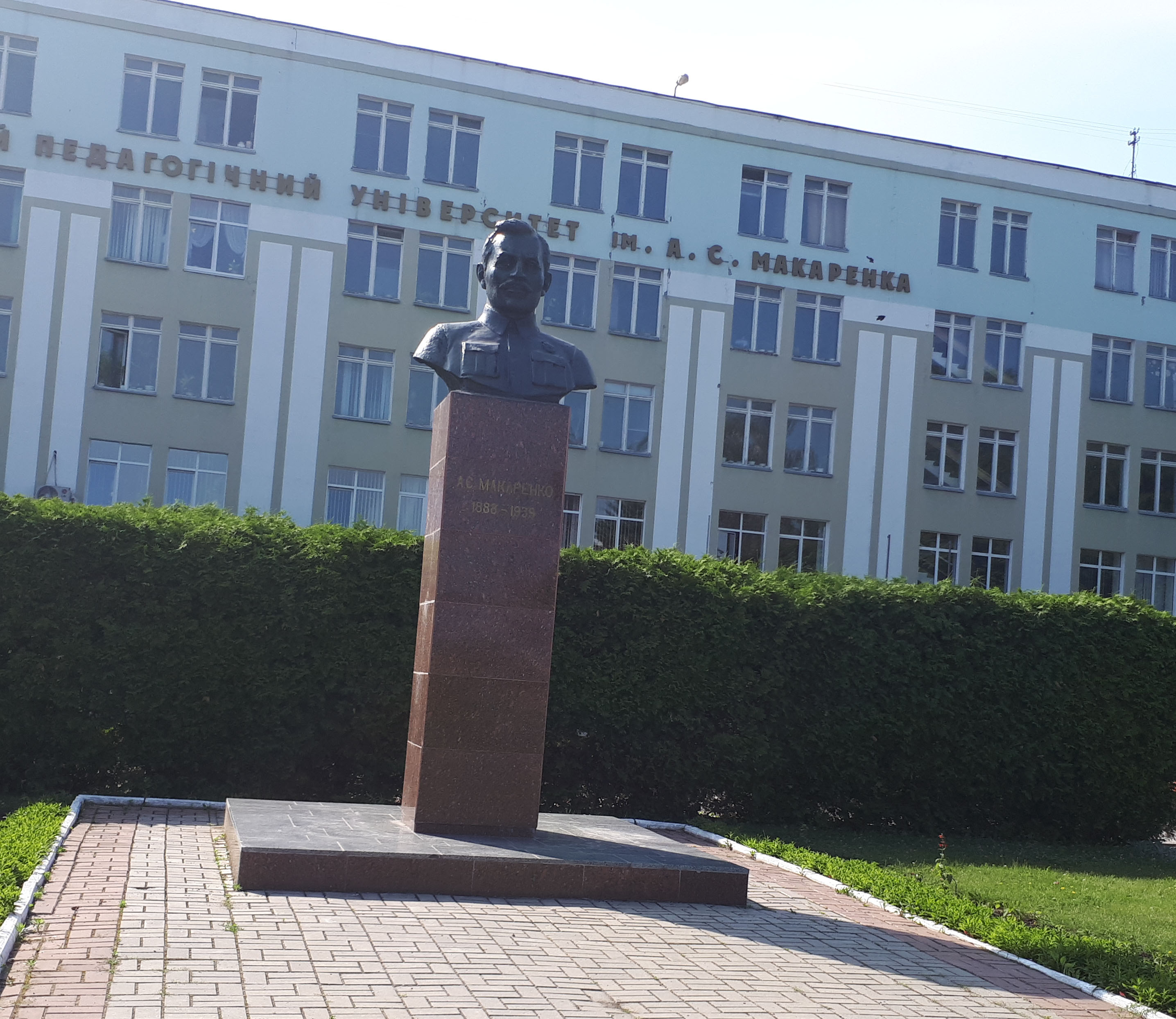
Погруддя у місті Суми